# Overschie
Pour un article plus général, voir Rotterdam.
Overschie est un arrondissement de la commune néerlandaise de Rotterdam dans la province de Hollande-Méridionale. Le 1er janvier 2017, Overschie comptait 17 613 habitants  sur une superficie de 17,3 km2.

## Administration
Cet ancien village a d'abord été une commune indépendante, jusqu'à son annexion, en août 1941 par Rotterdam, dans le cadre du plan urbanistique rendu nécessaire par la destruction de la ville en mai 1940. Overschie forme l'un des 14 arrondissements de Rotterdam.

## Histoire
Overschie est mentionné pour la première fois au Xe siècle, lorsque c'était un petit village au milieu d'un grand marais. Situé sur la Schie, le village a commencé à prendre de l'importance lors de la création d'un port à l'endroit où l'on trouve de nos jours quatre Schie' : Delfshavense Schie (creusée vers 1389), Delftse Schie, Rotterdamse Schie (creusée vers 1340) et Schiedamse Schie (creusée vers 1250). Le carrefour des quatre Schie se trouve toujours au cœur d'Overschie.
Overschie a beaucoup souffert de la Guerre des Crochets et des Cabillauds, prise entre Rotterdam, partisan des nobles conservateurs du parti du Crochet et Delft, partisan des bourgeois libéraux, du parti des Cabillauds. En 1489, l'église et un grand nombre de maisons furent incendiés.
Le peintre pré-impressionniste Johan Barthold Jongkind (1819-1891) vit principalement en France mais de 1866 à 1869, il séjourne souvent chez sa nièce à Overschie et rapporte de nombreuses notes. De ces carnets de voyage, sortiront de nombreux tableaux et de nombreuses vues d’Overschie avec son église au clocher si caractéristique.

Overschie par Jongkind
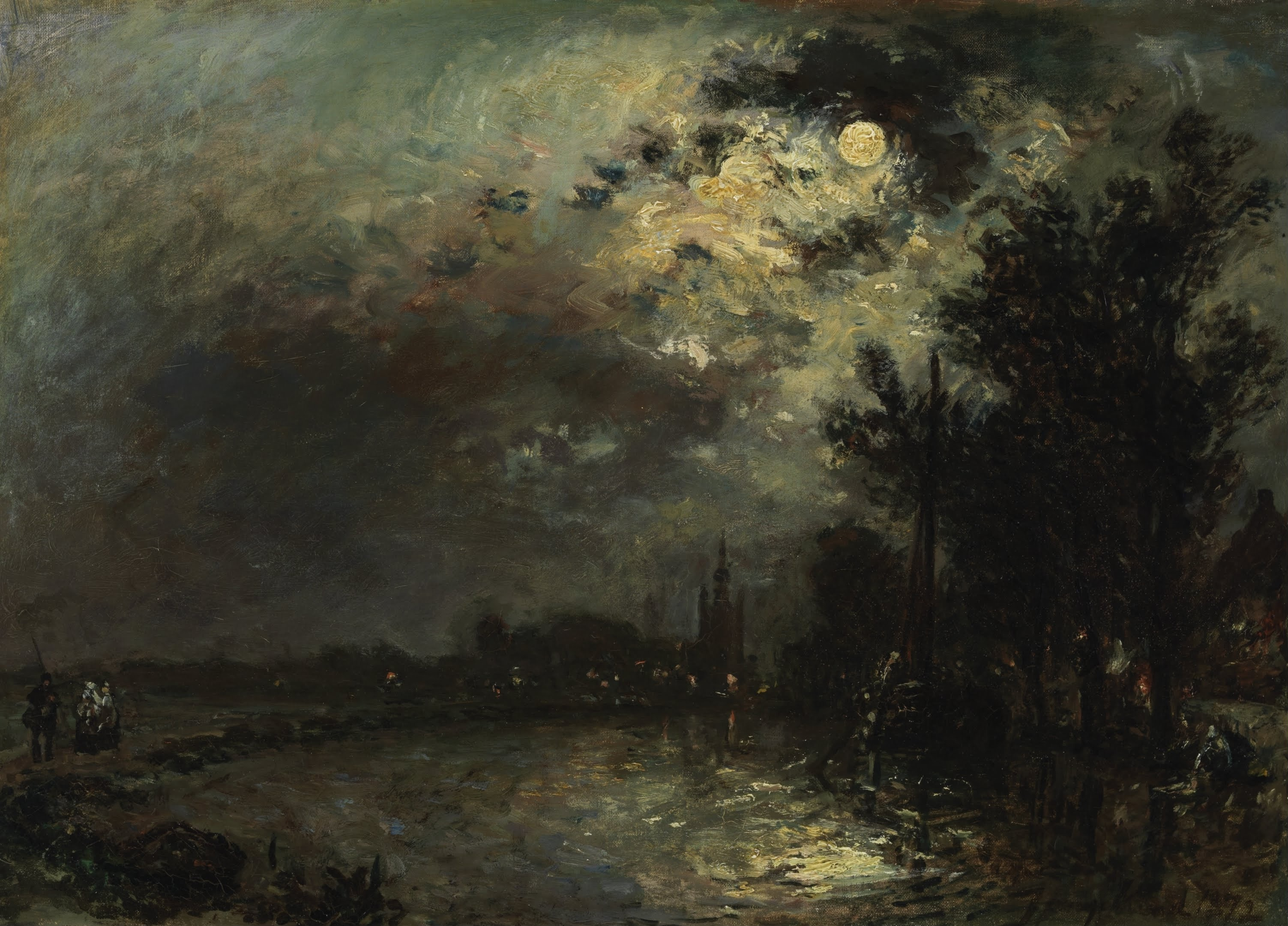
Clair de Lune à Overschie, 1855 Paris, Petit Palais
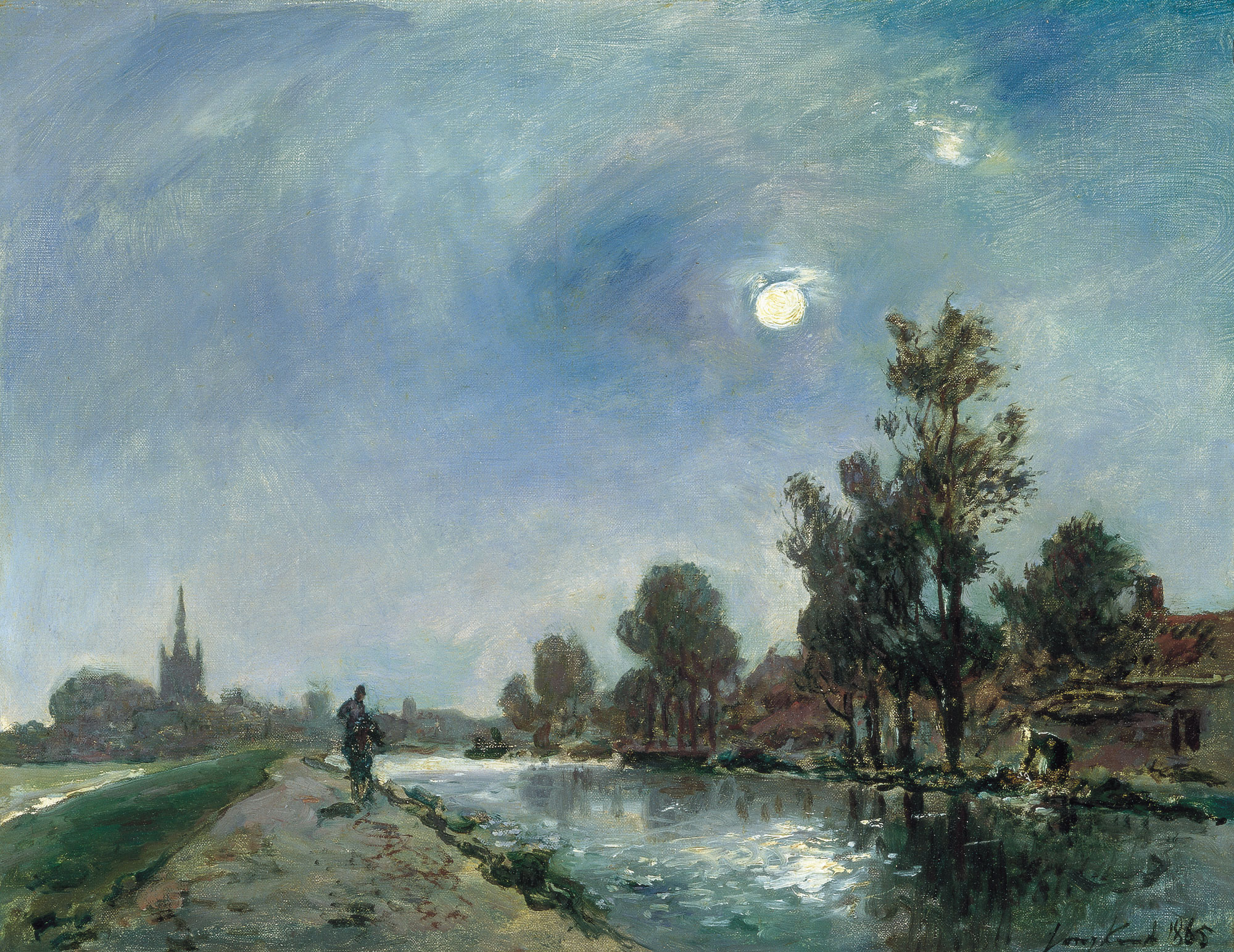
Chemin de halage à Overschie, 1865 Musée Thyssen-Bornemisza, Madrid
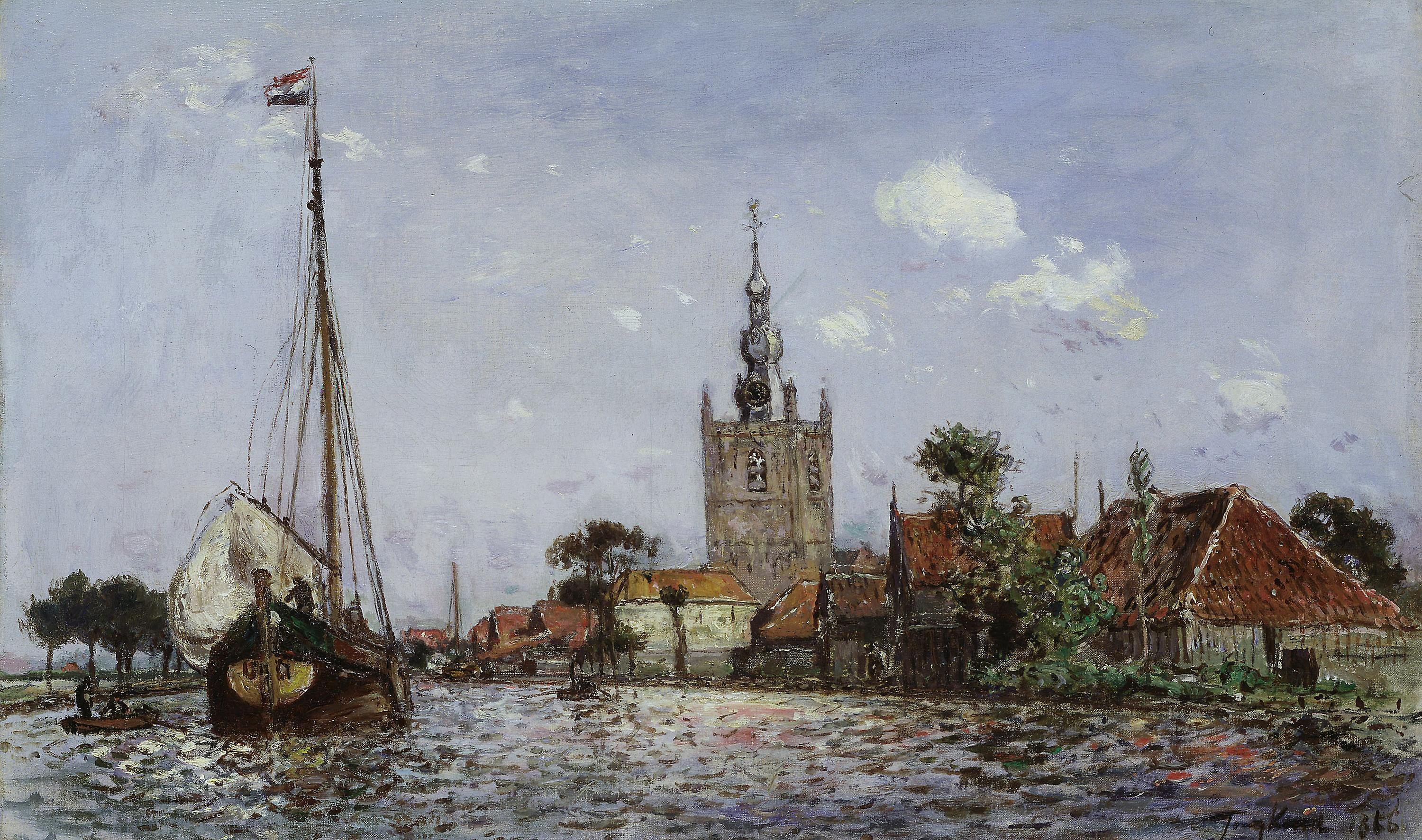
L'Église d'Overschie, 1866 Art Institute of Chicago
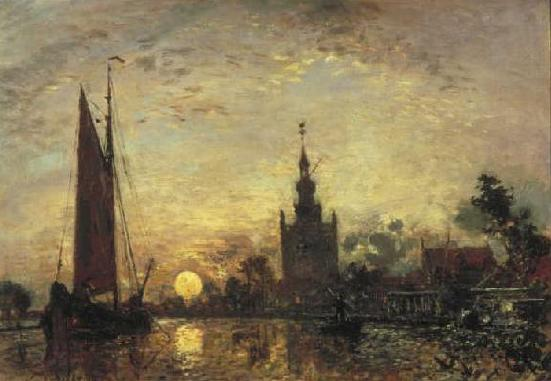
Coucher de soleil à Overschie, 1867 Rotterdam, musée Boijmans Van Beuningen
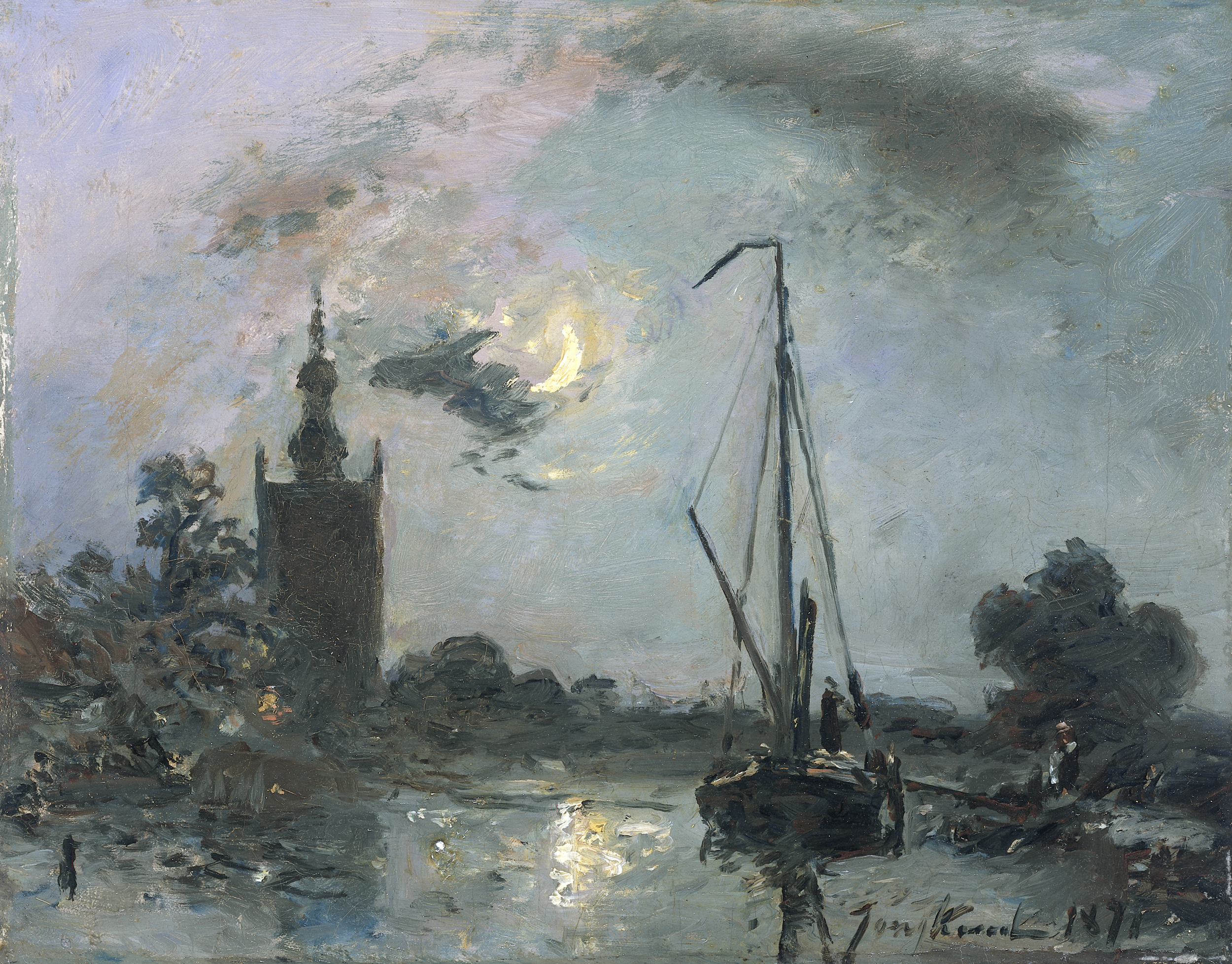
Overschie au clair de lune, 1871 Rijksmuseum, Amsterdam

## Quartiers et lieux-dits d'Overschie
- Kandelaar
- Kleinpolder
- Landzicht
- Zestienhoven
- Zweth

## Galerie

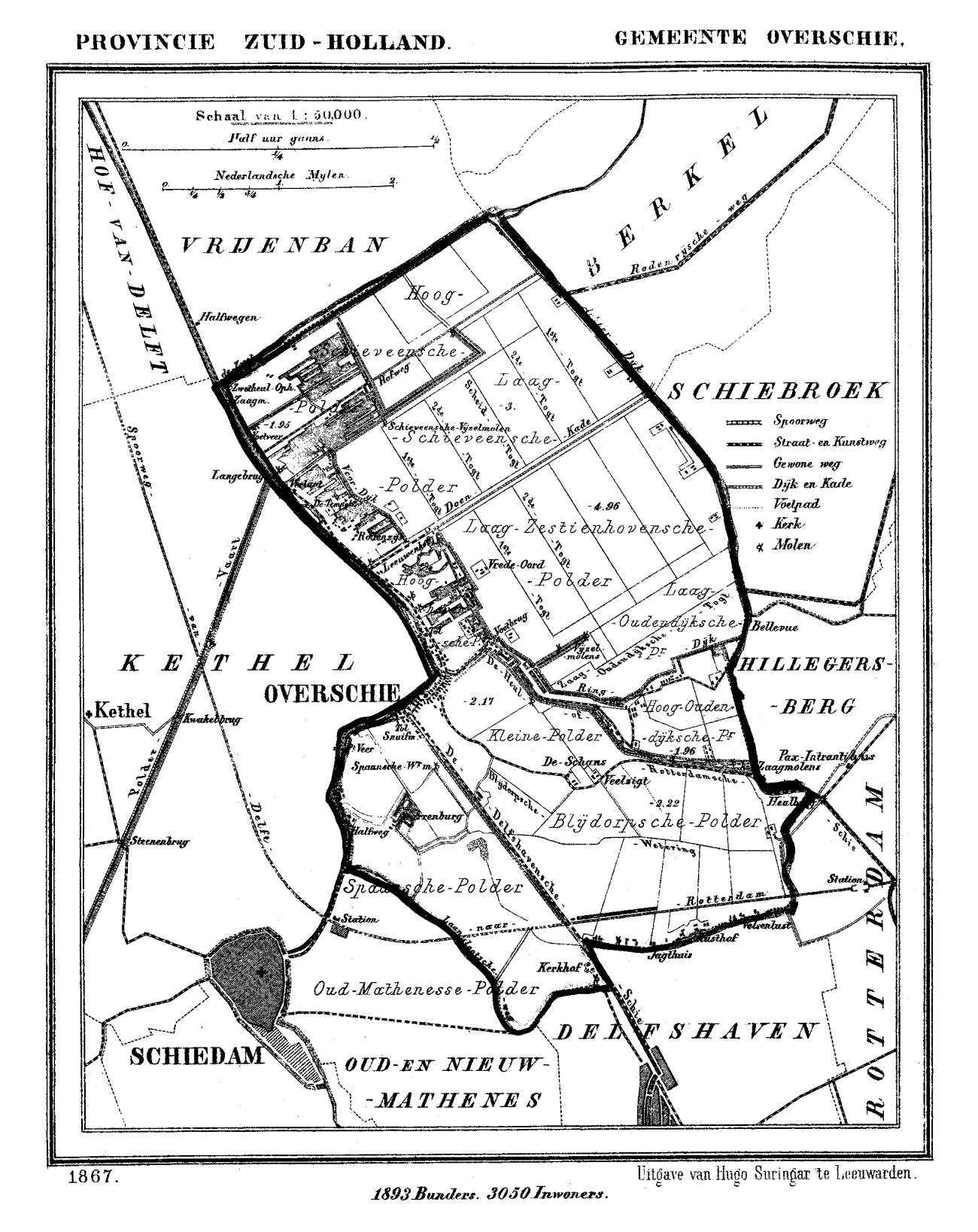
Overschie en 1867
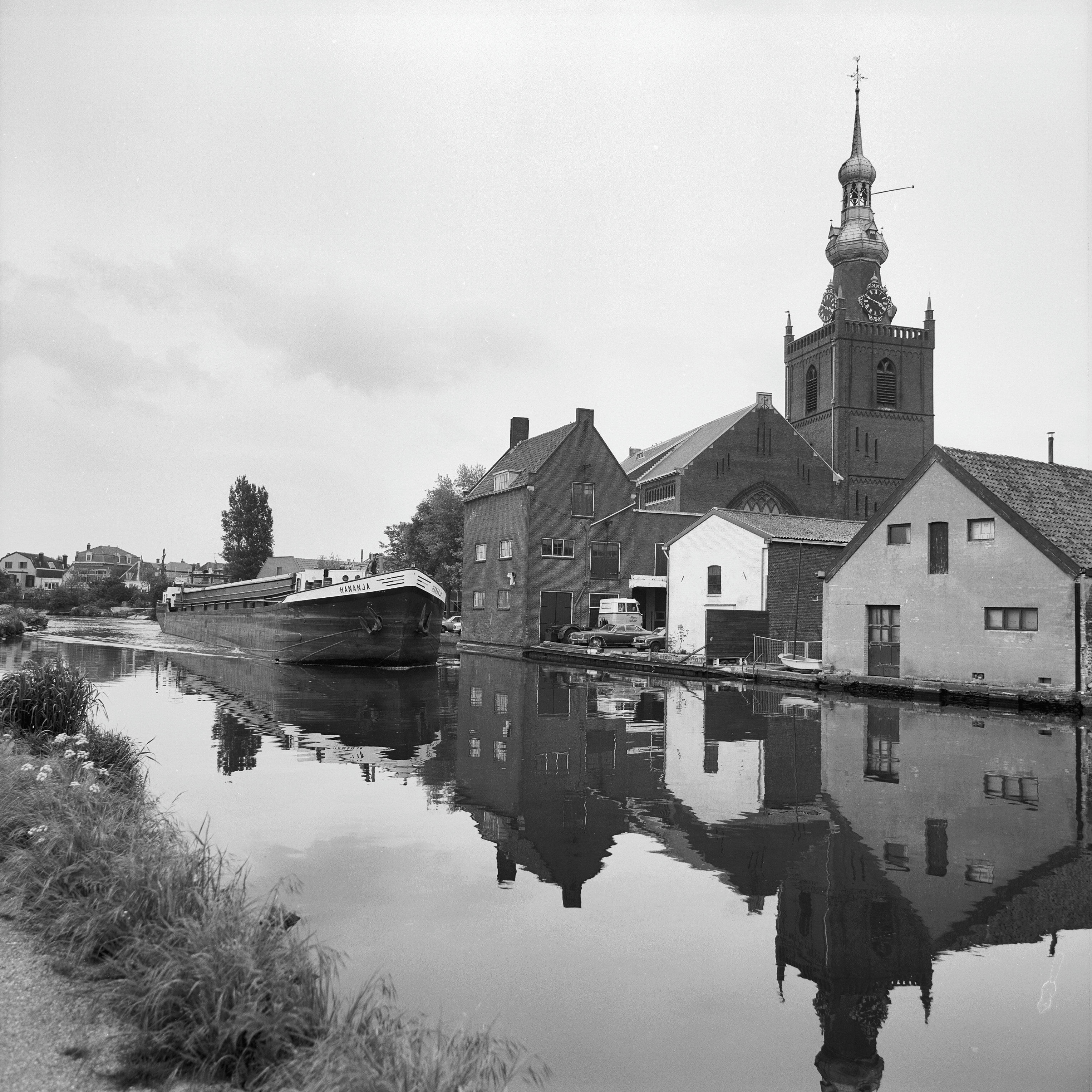
Vue de l'ouest
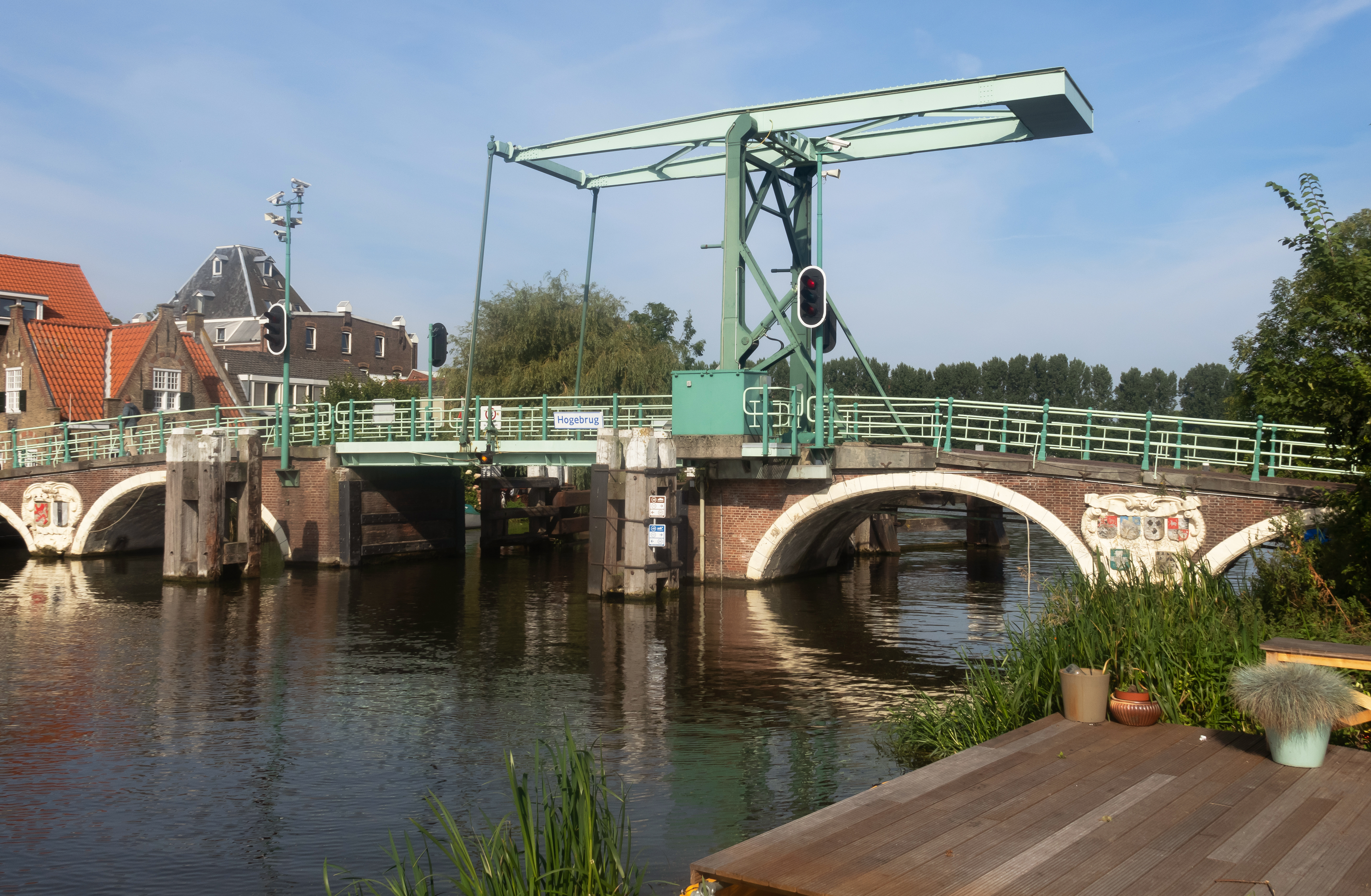
Le pont: le Hogebrug